# Sequon
Sequon là một trình tự các amino acid liên tiếp trong một protein, có thể đóng vai trò là điểm bám của một polysaccharide, thường là một glycan liên kết N. Polysaccharide được liên kết với protein thông qua nguyên tử nitơ trên mạch bên của asparagine (Asn). Sequon của quá trình N-glycosyl hóa là Asn-X-Ser hoặc Asn-X-Thr, trong đó X là bất kỳ amino acid nào ngoại trừ proline, Ser biểu thị serine và Thr là threonine. Đôi khi các amino acid khác có thể thay thế Ser và Thr, chẳng hạn như ở protein bề mặt bạch cầu (CD69), trình tự amino acid Asn-X-Cys là một trình tự được phép bổ sung các glycan liên kết N.